# Булгаргаз
Булгаргаз е най-голямата българска компания за разпределение на природен газ. Тя е дъщерно дружество на Българския енергиен холдинг ЕАД, холдингово дружество, създадено на 18 септември 2008 г. От ноември 2009 г. дружеството е регистрирано на Българската фондова борса – София.